# 塞吉堂

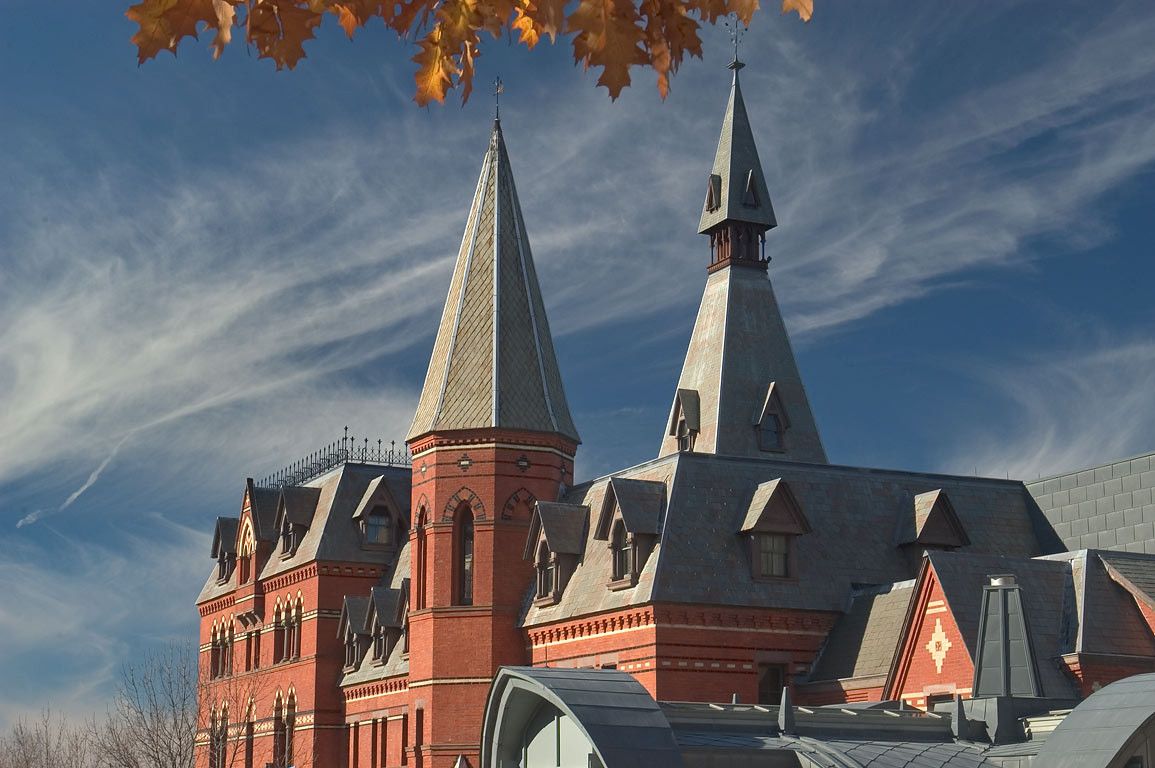
塞吉大厅外观

塞吉堂（Sage Hall）建造于1875年，位于纽约州伊萨卡市的康奈尔大学校园正中. 最先是被设计为一个女学生公寓楼，但是，在1998年被改造为了现在的S·C·约翰逊管理研究院教学楼. 其设计灵感源于英国剑桥大学自然博物馆所在的恐龙大厅.

## 设计

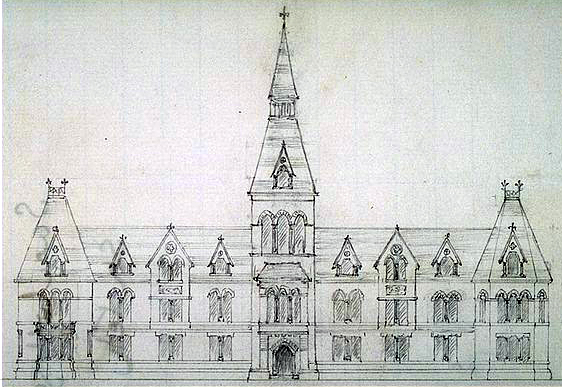
An early conceptual sketch

塞吉大厅是一个多世纪以前的一位当地商人Henry W. Sage为了挑战当时对于妇女的保守观念而建成的. "当你准备好实践男女平等教育的想法时," 1868年塞吉告诉他的老友康奈尔大学创始人Ezra Cornell in 1868, "我就会提供足够的经费支持这个想法，给女性提供同样深度的教育."
有了塞吉25万美元的捐赠（按照够买力平价，约等于现在5千万到3亿美元）, 建造工程马上在建筑系教授Charles Babcock的指挥下开工了。1875年开始使用的第一年，康奈尔大学就迎来了第一批25名女学员，成为美国第一批男女同校的大学，在之后90年中常青藤联盟中唯一一个接收女性学生的大学，创造了世界教育史上的先河。第一批女性毕业生中就创造了两名未来的大学校长麻省的维斯理大学女校校长Julia Josephine Thomas Irvine 和Bryn Mawr大学的Martha Carey Thomas；以及美国著名的作家和出版家Ruth Putnam; 还有未来的康奈尔大学教授兼科学家Anna Botsford Comstock.

## 功能的历史演变
塞吉大楼建成之初，是当时美国所有大学中最豪华的住宿楼，其中不仅有转为女性学员设计的游泳池、健身房、植物园、内部供水系统还有堂皇的装饰和家具。并且，与普通大学的宿舍楼不同，本楼还配有当时大学宿舍罕见的餐厅、教室、图书馆以及教授办公室和其“公寓”的称呼相匹配，并且最多可容纳120位学生。

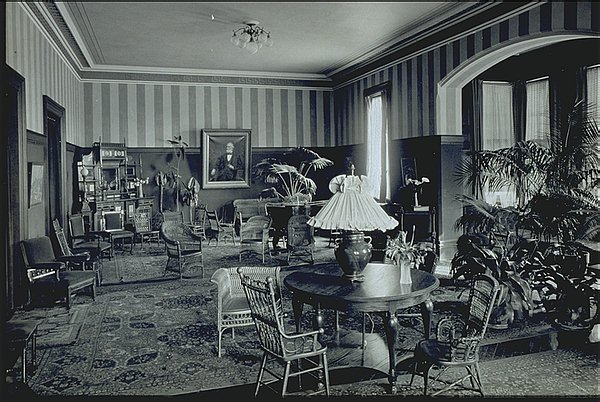
一个学生用绘画房间

19世纪30年代, 塞吉大厅成为老校区或主要校区中唯一一个还住有学员的楼，但是仍然是所有住宿楼中最宽敞的宿舍楼，一直到1995年才被停止使用为住宿。
1996年4月至1998年8月，大学斥资3千8百万使翻修塞吉大厅，使之能够容纳S·C·约翰逊管理研究院。为了方便重建，大楼的标志性塔尖曾一度被移走。新安装的玻璃穹庐让大楼的中庭能够成为一个室内大厅。这个新穹庐的修建也是按照最早的设计灵感剑桥大学自然博物馆所在的恐龙大厅的改动而添加的.

## 标注
1. 1 2  .   [2009-06-03]. （原始内容存档于2009-06-05）.
2. ↑  .   [2009-06-03]. （原始内容存档于2016-12-01）.